# Ведута
Веду́та (итал. veduta — увиденная, вид, картинка, точка зрения) — жанр западноевропейской живописи и графики, особенно популярный в Венеции XVIII века. Произведение искусства в жанре ведуты представляет собой картину, рисунок или гравюру с детальным изображением повседневного городского пейзажа и знаменитых памятников архитектуры. Характерной особенностью ведут является фотографическая точность в изображении архитектуры, вплоть до мельчайших деталей, графичность в соединении с особенным чувством глубины изобразительного пространства.
Пауль Бриль из Антверпена писал прото-ведуты ещё в XVI веке. Другой предшественник ведутистов — немецкий художник Йозеф Хайнц Младший (ок. 1600—1678). Городской пейзаж — один из излюбленных жанров живописи «малых голландцев» XVII века, в числе которых наиболее известны Питер Санредам (1597—1665), Ян ван дер Хейден (1637—1712), братья Иов Беркхейде (1630—1693) и Геррит Беркхейде (1638—1698). Мировую известность получил «Вид Делфта», картина написанная в 1660 году Яном Вермеером Делфтским с использованием камеры-обскуры. Этот прибор в дальнейшем использовали многие художники-ведутисты, мастера построения архитектурных перспектив.
Основоположниками итальянской ведуты считаются переехавший из Голландии в Италию, в Рим живописец и рисовальщик Гаспар ван Виттель.
Он способствовал распространению в Италии моды на крупные по размерам, детально выписанные панорамы будничной городской жизни. Также в Риме работал американец Дуайт Бентон.
В Нидерландах наиболее известными представителями ведуты, в том числе фантастических пейзажей «каприччио», были Ганс Вредеман де Врис, Хендрик ван Стейнвейк Старший, Хендрик Артс, в Италии — Салуччи, Алессандро, Вивиано Кодацци.
Своего расцвета ведута достигла в XVIII веке в венецианской школе. Выдающимся ведутистом считается итальянец Каналетто. Живописные ведуты повторяли в офортах. Английский издатель гравюр и коллекционер Джозеф Смит по прозванию «Консул Смит», с 1744 года был британским консулом в Венеции. Именно он подсказал Каналетто и другим художникам-ведутистам идею переводить живописные пейзажи в офорты для продажи туристам и коллекционерам. Венецианские виды работы Каналетто и Франческо Гварди в офортах любили привозить с собой из гран-тура как напоминание об итальянских впечатлениях молодые английские аристократы.
```
Помимо реалистических сцен городской жизни, пользовались спросом и 
каприччио
 — вымышленные пейзажи грандиозных архитектурных руин, созданные воображением таких мастеров, как 
Антонио Джо́ли
, 
Микеле Мариески
, 
Джованни Паоло Паннини
 и 
Джованни Баттиста Пиранези
. Многие живописцы-ведутисты, например, 
Джузеппе Моретти
 или 
Бернардо Беллотто
, прибегали к помощи мастеров архитектурной перспективы, которые вычерчивали подготовительный рисунок согласно правилам архитектурных проекций, в отдельных случаях прибегали к использованию 
камеры-обскуры
.
```

Особенную разновидность ведуты с руинами античной архитектуры на фоне пейзажей неаполитанской кампании создал итальянский живописец Дженнаро Греко. Эта разновидность получила название «veduta ideata» (итал. veduta ideata — воображаемый, придуманный вид) — иллюзорно написанных пейзажей, сочетающих придуманные художником архитектурные и природные элементы. Он же изображал античные руины в жанре «ночных пейзажей». Искусство классической итальянской ведуты тесно связано с «квадратурами», архитектоническими обрамлениями крупномасштабных фресок и плафонных росписей.
Мастера ведуты были востребованы во многих странах Европы, в том числе в России, где в этом жанре работали, среди прочих, рисовальщик М. И. Махаев, живописец Ф. Я. Алексеев, И. И. Шарлемань и Л. Премацци. Целый ряд ведут с русскими видами выполнил архитектор Джакомо Кваренги.
В Саксонии и Польше популярность снискал племянник Каналетто, Бернардо Беллотто. Отдельные итальянские пейзажисты жили и работали по заказам лордов в Англии.
Классическая итальянская ведута стала одним из источников искусства панорамы.